# Раирана тройнозъба акула
Раираната тройнозъба акула (Triakis scyllium) е вид акула от семейство Triakidae. Видът не е застрашен от изчезване.

## Разпространение и местообитание
Разпространен е в Европейска част на Русия, Китай (Шанхай), Провинции в КНР, Северна Корея, Тайван, Южна Корея и Япония (Хокайдо и Шикоку).
Обитава крайбрежията и пясъчните дъна на полусолени водоеми, океани, морета и заливи.

## Описание
На дължина достигат до 1,5 m.